# نیت وات
نیت وات (انگلیسی: Nate Watt؛ ‏ ۶ آوریل ۱۸۸۹ – ۲۶ مهٔ ۱۹۶۸) کارگردان فیلم اهل ایالات متحده آمریکا بود.
از فیلم‌هایی که وی در آن‌ها نقش داشته است، می‌توان به در جبهه غرب خبری نیست و عملیات کارگر مزرعه اشاره نمود.